# Aphanicercella barnardi
Aphanicercella barnardi är en bäcksländeart som först beskrevs av Tillyard 1931.  Aphanicercella barnardi ingår i släktet Aphanicercella och familjen Notonemouridae. Inga underarter finns listade i Catalogue of Life.